# Matchmaking
In Multiplayer-Videospielen ist das Matchmaking der Prozess, welcher die Spieler zusammenbringt und zu einer Spielsitzung verbindet.

## Elemente des Matchmakings

### Playlists
Der Begriff Playlists kann auf unterschiedliche Weise verwendet werden. Im Zusammenhang mit Videospielen werden damit Online-Spielsitzungen beschrieben. Diese Spielsitzungen werden automatisch verwaltet. Der Spieler kann zu einem beliebigen Zeitpunkt der Spielsitzung beitreten oder diese wieder verlassen. Die Zusammenstellung der Spielsitzung wird durch vordefinierte Einstellungen vollautomatisch durchgeführt und bedarf keinerlei Eingaben.
Spiele bieten im Normalfall Wahlmöglichkeiten im Bereich der Playlists an (z. B. Team oder Solo), um das Spielen abwechslungsreich zu gestalten. Da die Spielelisten durch Server verwaltet werden, welche von den Spieleentwicklern betrieben werden, können sich die Spielelisten unter Umständen über die Zeit hinweg ändern.
Wenn ein Spieler eine Playlist auswählt, tritt dieser einer Ansammlung von Spielern bei, welche die gleiche Playlist gewählt haben. Anschließend fügt der Playlist-Server die Spieler entweder zu bestehenden Spielsitzungen hinzu oder startet neue Sitzungen, in welche die Spieler zugewiesen werden.

### Spielerliste
Spielerlisten sind Gruppen von Spielern, die durch die Matchmaking-Systeme als Einheit gesehen werden. Eine Spielerliste kann als Einheit von einer Spielsitzung zu einer anderen wechseln, ohne dass die Spieler voneinander getrennt werden. Das Konzept der Spielerlisten fügt sich perfekt in das der Playlists ein, da Playlist-Server automatisch neu ankommende Spielerlisten in dafür geeignete Spielesitzungen einfügen können. Die unterschiedlichen Listengrößen stellen somit kein Problem dar.

### Lobby
Lobbys sind Menüs, in denen die Spieler Informationen über das nächste Spiel oder Informationen über die Resultate des letzten Spiels einsehen können. Zusätzlich ist es möglich die eigenen Einstellungen zu ändern und mit anderen Spielern zu kommunizieren.
In vielen Spielen werden Spieler nach dem Ende einer Spielrunde in die Lobby versetzt. In manchen Spielen treten Spieler Spielrunden bei, welche schon begonnen haben. In diesem Fall ist es möglich, dass diese Spieler solange in der Lobby verweilen, bis die begonnene Runde abgeschlossen ist. Da Lobbys sehr wenig Ressourcen benötigen, werden diese manchmal als Übergangsplattform genutzt, während ein neuer geeigneter Host gefunden wird.
Lobbys, welche durch Playlist-Server erstellt werden, beinhalten oft einen Timer, der die verbleibende Zeit bis zur nächsten Runde angibt. Lobbys, die durch einen Spieler erstellt werden, werden oft von dem Spieler selbst gesteuert.

### Rangliste
Viele Matchmaking-Systeme beinhalten ein Ranglistensystem, das versucht, Spieler mit ähnlichem Können miteinander zu verbinden. Beispiele sind das Xbox-Live-TrueSkill-System und das Elo-System in League of Legends.
Spiele mit Ranglistensystem haben üblicherweise auch Spielsitzungen ohne Rangliste. Diese sind für Spieler gedacht, die nicht möchten, dass ihre spielerische Leistung aufgezeichnet und analysiert wird. Diese Spielsitzungen werden von denen der Rangliste getrennt, damit Spieler mit und ohne Rangliste nicht miteinander vermischt werden.

### Serverbrowser

Der Serverbrowser der Spieleplattform Steam

Manche Spiele (in den meisten Fällen Spiele mit dedizierten Servern) stellen eine Liste mit aktiven Spielsitzungen zur Verfügung. Diese kann sowohl im Spiel integriert sein als auch im Browser (z. B. Battlelog). Spieler können daraus direkt eine Spielsitzung wählen und sich zu dieser verbinden. Dieses System des Serverbrowsers kann in Verbindung mit Ranglisten und Lobbys verwendet werden. Eine automatische Verbindung einer Playlist ist mit diesem System allerdings nicht möglich.
Viele solcher Serverbrowser ermöglichen eine Filterung der Ergebnisse nach bestimmten Parametern. Oft genutzte Parameter sind der Servername, die Spieleranzahl, der Spielmodus und der Ping.

### Kontaktliste
Eine der meist bekannten Formen des Machmakings ist diese, dass Spieler eine Liste von Spielern vorgeschlagen bekommen, mit denen sie vor kurzer Zeit gespielt haben. Dabei wird der Spielerstatus (offline, online, playing) der anderen Spieler angezeigt und der Beitritt zu einem bereits spielenden Spieler ermöglicht. Zusätzlich ist es möglich, anderen Spielern in dieser Liste Nachrichten zu senden.
In vielen Fällen werden diese Listen von der Plattform, auf der die Spiele laufen (z. B. Xbox Live, PlayStation Network, Steam) verwaltet, um den Spielern den Aufwand der Listenverwaltung für die verschiedensten Spiele abzunehmen.

## Geschichte
Die ersten Online-Spiele, wie zum Beispiel Doom, haben von den Spielern den Austausch der eigenen IP-Adressen erfordert. Mit Quake hat sich dies geändert und mehr permanente dedizierte Serveradressen wurden eingeführt. Zusätzlich wurde ein Adressbuch in das Spielmenü integriert, um die Serveradressen zu speichern. Das Finden der Adressen war aber weiterhin ein komplizierter Prozess.
Spieler begannen daraufhin, Serveradressen auf deren Clan-Webseiten zu veröffentlichen. 1996 wurde der Suchprozess der Adressen automatisiert, da die ersten Serverbrowser veröffentlicht wurden. Einer der ersten Browser war der in Diablo per Battle.net integrierte. Ein anderer war eine Desktop-Applikation für Quake-Spieler, die QSpy hieß (diese wurde später zu GameSpy Arcade). In beiden Fällen speicherte ein „Master-Server“ die IP-Adressen und sendete diese an die Clients. Diablo hatte auch zu damaliger Zeit eine Kontaktliste bekommen. Mit der Einführung der Serverbrowser wurde online Spielen zum ersten Mal einfacher. Als Resultat dieser Entwicklung stieg die Anzahl der Nutzer rapide an.
Die nächste große Evolution im Matchmaking fand 2004 mit dem Erscheinen von Halo 2 statt. Die Clans, die eigene dedizierte Server betrieben, beschränkten sich auf Computerspiele. Daher mussten Konsolenspieler die Spiele selbst hosten, was ein limitierender Faktor war. Halo 2 löste dieses Problem, indem ein automatisierter Selbst-Host-Prozess eingeführt wurde, welcher sich am Playlist- und Spielerlisten-Konzept orientierte. Dieses System wurde so erfolgreich eingesetzt, dass es schnell zum zweiten Industriestandard des Matchmakings wurde.
Heutzutage sind Playlists eher in Konsolenspielen vertreten und Serverbrowser eher im Bereich der PC-Spiele angesiedelt.